# Benken
Benken é uma comuna da Suíça, no Cantão São Galo, com cerca de 2.334 habitantes. Estende-se por uma área de 16,48 km², de densidade populacional de 142 hab/km². Confina com as seguintes comunas: Bilten (GL), Kaltbrunn, Reichenburg (SZ), Schänis, Schübelbach (SZ), Tuggen (SZ), Uznach.
A língua oficial nesta comuna é o Alemão.